# Kamp Krusty
„Kamp Krusty” este primul episod al celui de-al patrulea sezon al serialului de televiziune american Familia Simpson. A fost difuzat pentru prima dată pe rețeaua Fox din Statele Unite pe 24 septembrie 1992. În episod, copiii din Springfield pleacă la Kamp Krusty, o tabără de vară numită după Krusty the Clown⁠(d). Din cauza experiențelor neplăcute, aceștia se răscoală împotriva administratorului și distrug întreaga tabără. În același timp, profitând de lipsa copiilor, Homer și Marge își îmbunătățesc relația și starea de spirit.
Episodul a fost scris de David M. Stern⁠(d) și regizat de Mark Kirkland⁠(d).

## Rezumat
Bart și Lisa pleacă în tabăra de vară Kamp Krusty, iar Homer și Marge rămân acasă alături de Maggie. Aceștia descoperă însă că Kamp Krusty este o distopie: directorul taberei, domnul Black, și-a numit tabăra după Krusty the Clown⁠(d), iar bătăușii locali Dolph⁠(d), Jimbo⁠(d) și Kearney⁠(d) sunt consilieri. Cei trei îi obligă pe copii să ia parte la marșuri ale morții, îi hrănesc doar cu gruel⁠(d) și îi obligă să producă portofele contrafăcute pentru export. În încercarea de a-i calma pe cei mai ostili dintre tineri, domnul Black îi informează că Krusty a sosit în tabără. Un Barney Gumble beat în costum de clovn își face apariția pe scenă, însă Bart realizează că nu este adevăratul Krusty. Copiii se răzvrătesc, iar domnul Black și bătăușii părăsesc tabăra. Când află de la televizor că Bart este liderul revoltei, Homer își pierde instantaneu părul și își redobândește greutatea pierdută pe parcursul verii.
Krusty este chemat din Anglia pentru a soluționa problemele din tabăra Kamp Krusty. Acesta le cere scuze copiilor, dezvăluindu-le că domnul Black și subordonații său l-au mituit cu un camion plin de bani. Ca despăgubire, Krusty îi duce pe toți copiii din tabără în „cel mai fericit loc de pe Pământ”: Tijuana.

## Producție
Ideea unei tabere de vară administrate de Krusty a fost sugerată de David M. Stern⁠(d). Animatorii au fost entuziasmați de realizarea acestui episod, deoarece toți au mers în tabere de vară în perioada copilăriei. De asemenea, scenariștii au considerat că ar fi distractiv dacă Homer și Marge ar descoperi că relația lor se îmbunătățește în lipsa copiilor. Interiorul cabinei lui Bart și Lisa a fost creată de regizorul Mark Kirkland⁠(d), care în copilărie a vizitat o tabără de cercetași⁠(d) cu defecte similare. De asemenea, Kirkland era sigur că Dl. Black va reapărea ulterior în serial, însă acest lucru nu s-a întâmplat. Cu privire la personaj, Al Jean a declarat: „Bănuiesc că hidropterul l-a scos pentru totdeauna pe domnul Black din serial”.
După ce a văzut episodul, James L. Brooks i-a sunat pe scenariști și a sugerat ca scenariul „Kamp Krusty” să fie folosit ca intriga pentru un lungmetraj. Cu toate acestea, episodul a fost mult prea scurt și, pentru a atinge durata minimă necesară, melodiei Kamp Krusty i-au fost adăugate câteva versuri. A fost ales să devină primul episod al sezonului 4, fapt care a complicat și mai mult lucrurile. Conform lui Jean, „dacă realizăm un film, atunci nu avem o premieră, iar în al doilea rând, dacă nu putem produce 18 minute pentru acest episod, cum ar trebui să producem 80?”
„Kamp Krusty” - împreună cu episodul următor („A Streetcar Named Marge⁠(d)”) - a fost realizat în perioada de producția a sezonului precedent. A fost ultimul episod animat de Klasky Csupo⁠(d), producătorii Gracie Films⁠(d) transferându-și producția internă la Film Roman.